# 安妮·阿普尔鲍姆
安妮·阿普尔鲍姆（英語：Anne Elizabeth Applebaum，1964年7月25日—）美国记者、历史学家，拥有波兰美国双重国籍，普利策奖得主，写作涉及马克思列宁主义和东欧公民社会的发展，现为伦敦政治经济学院客座教授，曾参与《经济学人》和《华盛顿邮报》的编辑工作。丈夫为波兰政治家拉多斯瓦夫·西科尔斯基。在耶鲁大学时期曾师从沃尔夫冈·莱昂哈德学习苏联历史。